# АЕС Сюдабао
Атомна електростанція Сюдабао, також відома як Сюйдапу, — атомна електростанція, що будується в селі Сюдабао, повіт Хайбінь, Сінчен, Хулудао, на узбережжі провінції Ляонін, на північному сході Китаю. Спочатку планувалося мати шість легководних реакторів AP1000 або CAP1000 потужністю 1000 МВт, але перші два, які почали будувати, замінили на ВВЕР-1200.
Китайська національна ядерна корпорація (CNNC) володіє 70 % проєкту разом з Datang International Power Generation Company (20 %) і Державною корпорацією розвитку та інвестицій (10 %). Генеральний підрядник проєкту — Китайська ядерно-енергетична компанія (CNPEC). Очікувалося, що початкова версія з шістьма AP1000 коштуватиме близько CN¥110 мільярдів (16 мільярдів доларів США) ще в 2016 році.
Попередні роботи на майданчику почалися в 2010 році, але заливка ядерного бетону не проводилася, і роботи призупинили на кілька років після аварії на АЕС «Фукусіма-Даїчі» в 2011 році. У 2014 році Національне управління з ядерної безпеки (NNSA) видало дозвіл на перші два блоки. У 2016 році China Nuclear Industry 22 Construction Company (CNI22), дочірня компанія China Nuclear Engineering and Construction Corporation (CNECC), підписала контракт EPC на перші два блоки.
КНЯК і «Атомбудекспорт» уклали детальний контракт на будівництво двох ВВЕР-1200 (Сюдабао 3 і 4) 7 березня 2019 року.
Перша заливка бетону почалася 28 липня 2021 року на 3-му блоці, який, попри його призначення, є першим реактором на майданчику. Роботи на енергоблоці № 4 розпочалися у травні 2022 року. Росатом постачатиме ядерний острів; турбогенератори буде поставляти Китай. Промислова експлуатація обох блоків очікується до 2028 року.
Роботи над блоком 1, першим CAP1000, почалися в листопаді 2023 року. Роботи на енергоблоці № 2 розпочалися в липні 2024 року.
У грудні 2024 року корпус реактора встановили на Сюдабао 4.

## Інформація про реактори
| Блок      | Тип       | Чиста потужність | Загальна потужність | Початок будівництва | Комерційне використання (плановане) | Прим.  |
| --------- | --------- | ---------------- | ------------------- | ------------------- | ----------------------------------- | ------ |
| Черга 1   |           |                  |                     |                     |                                     |        |
| Сюдабао 3 | ВВЕР-1200 | 1200 МВт         | 1274 МВт            | 28 липня 2021       | 2027                                | [ 10 ] |
| Сюдабао 4 | ВВЕР-1200 | 1200 МВт         | 1274 МВт            | 19 травня 2022      | 2028                                | [ 11 ] |
| Черга 2   |           |                  |                     |                     |                                     |        |
| Сюдабао 1 | CAP1000   | 1000 МВт         | 1290 МВт            | 03-11-2023          | 2028                                | [ 12 ] |
| Сюдабао 2 | CAP1000   | 1000 МВт         | 1290 МВт            | 17 липня 2024       | 2029                                | [ 13 ] |